# Famille Stenbäck-Kivekas
Stenbäck est une famille finlandaise dont certains membres ont eu une influence très importante dans le mouvement fennomane en Finlande. 
Certains membres de la famille ont finnicisé leur nom en Kivekäs.
D'autres familles finlandaises portent le nom Stenbäck ou Kivekäs sans avoir de lien familial connu avec cette famille.

## Histoire
La famille serait originaire de la maison Liukku dans le village de Lyyskilä à Laihia.
Né dans la maison Liukku, le pasteur Josef Henrikinpoika (1682–1737) prend le nom de Stenbäck pendant ses études à Vaasa. 
Le nom Stenbäck fait référence à la grande pierre située dans la rivière qui passe devant la maison Liukku (pierre se dit sten en suédois). 

## Membres de la famille
- Thomas Stenbäck (1713–1776), pasteur,
- Karl Fredrik Stenbäck (1798–1875), pasteur,
- Lars Stenbäck (1811–1870), poète, pasteur,
- Karl Emil Stenbäck (1834–1919), pasteur,
- Matthias Gustaf Joakim Stenbäck (1837–1891), professeur[1]
- Eva Stenbäck (1841–1928), enseignante[1],
- Konrad Kivekäs, jusqu'en 1876 Stenbäck (1847–1918), journaliste fennomane[1],
- Ottilia Stenbäck (1848–1939), directeur d'école[1],
- Lauri Kivekäs, jusqu'en  1876 Gustaf Laurentius Stenbäck (1852–1893), fennomane, politicien universitaire[1],
- Josef Stenbäck (1854–1929), architecte[1],
- Lyydi Stenbäck (1861–1894), enseignante, écrivain[1]
- Väinö Stenbäck (1862–1937), prédicateur,
- Ernst Gustaf (Gösta) Stenbäck (1865–1921), député, membre de la Cour suprême[1],
- Kaarlo Kivekäs, anc. Stenbäck (1870–1930), Assistant de théologie pratique[1],
- Gunnar L. Stenbäck (1880–1947), concepteur de bateaux,
- Matti Kivekäs, anc. Stenbäck, journaliste,
- Lauri Jaakko Kivekäs, jusqu'en 1926 Stenbäck (1903–1998), ministre[1]
- Asser Stenbäck, née Liukku (1913–2006), psychiatre, professeur, députée[1]
- Frej Stenbäck (1941–2018), médecin, professeur